# Enrico Catuzzi
Enrico Catuzzi (Parma, 23 settembre 1946 – Fidenza, 28 novembre 2006) è stato un allenatore di calcio e calciatore italiano.

## Biografia
Sposato con Silvana Marziali, artista teatrale, ha avuto una figlia, Martina (1987), divenuta nota come attrice e stand-up comedian.
È scomparso improvvisamente nel 2006, a 60 anni, a causa di infarto, dopo aver accusato un malore al termine di una cena tra amici.

## Caratteristiche tecniche

### Allenatore
Ricordata la sua zona totale, che fece applicare al Bari in Serie B nella stagione 1981-1982, il cui gioco è considerato spettacolare; venne definito "laboratorio calcistico degli anni 2000". Alle sue squadre, schierate di preferenza con il 4-3-3, richiedeva precisi sincronismi di gioco, che spiegava spesso alla lavagna.

## Carriera

### Giocatore
Esordisce a 19 anni nella Scafatese, in Serie C, e in seguito milita nel Napoli (dove non è mai impiegato) e nel Perugia, con cui debutta in Serie B nel campionato 1969-1970. Dopo un'altra stagione in Umbria, passa al Savona (Serie C) e in seguito è costretto ad abbandonare la carriera ad alti livelli per via di un infortunio. Chiude l'attività agonistica nel Fiorenzuola, nel campionato di Promozione Lombardia 1972-1973.

### Allenatore
Inizia la carriera di allenatore nel 1975, allenando le giovanili del Parma. Nel 1977-1978 affianca Zdeněk Zeman come assistente di Fernando Veneranda al Palermo, occupandosi anche delle giovanili. Nel 1978-1979 Catuzzi passa ad allenare il Bari come secondo di Santececca e anche la formazione Primavera guidando e salvando la prima squadra nelle ultime giornate. Nel 1979-1980 allena solo la Primavera vincendo il girone meridionale e partecipa alle finali nazionali. Nel 1980-1981 allena la Primavera vincendo la coppa italia battendo in finale il Milan di Alberico Evani e Andrea Icardi.
Prima del trionfo e primo trofeo del Bari in Coppa Italia Primavera,torna ad allenare la prima squadra nel 1980-1981 salvando dalla retrocessione il Bari, dopo esser subentrato ad Antonio Renna. Nella stagione successiva il presidente Antonio Matarrese gli diede fiducia e Catuzzi decise di puntare sui ragazzi della Primavera. Nacque così il Bari dei Baresi: un gruppo di ventenni quasi tutti autoctoni che sfiorò la Serie A.Oltre ai giovani calciatori baresi gli artefici dell'ottimo campionato furono il centravanti Iorio,l'ala destra Carmelo Bagnato, Acerbis, il regista Valerio Majo e il terzino barese Frappampina. Quel Bari è ricordato per il gioco espresso come il più bello di sempre.  A Bari lanciò molti calciatori della "Primavera" avuti con sé negli anni precedenti, tra cui Nicola Caricola, Michele Armenise, Luigi De Rosa, Onofrio Loseto, Giorgio De Trizioschierati titolari. L'anno successivo con la stessa formazione, ad eccezione di Angelo Frappampina ingaggiato dal Bologna e Maurizio Iorio ceduto alla Roma, fu esonerato con la squadra all'ultimo posto della classifica, che poi guidata da Luigi Radice retrocesse in Serie C1.
Lasciato il Bari, dopo un'esperienza a Varese, viene ingaggiato dal Pescara, dove porta con sé alcuni ex calciatori avuti a Bari, Luigi De Rosa, Antonio Elia Acerbis, Franco Baldini, Giuseppe De Martino, Danilo Ronzani che insieme a Giancarlo Tacchi e Giorgio Roselli sono i protagonisti nel suo primo anno sulla panchina del Pescara che termina con il settimo posto in campionato facendo un calcio bello e divertente. Nella stagione 1985-1986 retrocesse in Serie C all'ultima giornata di campionato per poi venire ripescato a causa del fallimento del Palermo; questa fu una stagione molto travagliata per la vicenda del calcioscommesse che coinvolse numerose squadre e tesserati di quel torneo ed anche, seppur non direttamente, il Pescara. All'inizio della stagione 1986-1987 è di nuovo alla guida del Bari dove per due anni consecutivi gli sfugge la promozione alla penultima giornata. Successivamente vaga per l'Italia con scarsa fortuna. Nella stagione 1988-1989 è al Piacenza, dove viene esonerato poco prima di Natale; dopo una stagione di pausa, siede sulla panchina del Mantova per sole quattro giornate. In seguito allena le giovanili della Lazio per finire poi in Serie C alla guida della Vis Pesaro e del Leffe, dove viene chiamato nel marzo 1994 conquistando la salvezza e facendosi pagare in base ai punti conquistati.
Nell'annata 1994-1995 Giuseppe Pavone lo chiama a guidare il Foggia in Serie A per sostituire Zdeněk Zeman. La squadra alla fine del girone d'andata si trova a lottare per la zona UEFA, ma nel girone di ritorno accusa una brusca flessione di rendimento retrocedendo a fine stagione in Serie B. Catuzzi allenerà in seguito anche Pistoiese in C1 (esonerato a ottobre), ma poi riassunto, è bravo a salvare la squadra ai playout, Como (tra ottobre e dicembre 1997) ed Acireale.
Nel giugno 2000 riceve la chiamata da parte del Cska Sofia. Nonostante gli ottimi risultati (la squadra era seconda in campionato e nei quarti della coppa nazionale), nel dicembre dello stesso anno presenterà le dimissioni, a causa di contrasti con la dirigenza sul suo futuro contrattuale. Il 3 marzo 2001 viene richiamato dal Cska Sofia alla guida della squadra, con la quale concluderà il campionato al secondo posto staccato di sette punti dal Levski Sofia.

## Palmarès

### Allenatore

#### Competizioni giovanili
- Coppa Italia Primavera: 1

Bari: 1980-1981